# Ніват Срісават
Ніват Срісават (тай. นิวัฒน์ ศรีสวัสดิ์, 19 серпня 1949, Пхітсанулок — 19 квітня 2025) — таїландський футболіст, що грав на позиції півзахисника. На клубному рівні грав у складі команд «Порт-Ауторіті» та «Рай-Віті». Відомий також за виступами в складі олімпійської збірної Таїланду на літніх Олімпійських іграх 1968 року, а також у складі національної збірної Таїланду.

## Кар'єра футболіста
Ніват Срісават на клубному рівні грав у складі таїландських команд «Рай-Віті» та «Порт Ауторіті». У 1968 році він грав у складі олімпійської збірної Таїланду на літніх Олімпійських іграх 1968 року, у складі олімпійської збірної провів 2 матчі. З 1967 до 1979 року футболіст грав у складі національної збірної Таїланду, у складі якої провів 85 матчів, та відзначився 55 забитими м'ячами. 

## Кар'єра тренера
У 2002—2007 роках Ніват Срісават очолював тренерський штаб тайського клубу «Тай Порт»